# Ophiopteron
Ophiopteron is een geslacht van slangsterren uit de familie Ophiotrichidae.

## Soorten
- Ophiopteron alatum A.H. Clark, 1917
- Ophiopteron atlanticum Koehler, 1914
- Ophiopteron elegans Ludwig, 1888
- Ophiopteron sibogae Koehler, 1905
- Ophiopteron vitiense Koehler, 1927